# Ogaki Minamo
Los Ogaki Minamo (大垣ミナモ Ōgaki Minamo?) son un equipo de sóftbol femenino de Japón con sede en Ogaki, Gifu. Compiten en la East Division de la Japan Diamond Softball League (JD.League).

## Historia
Los Minamo fueron fundados en 2010 como los Ogaki Minamo Softball Club.
La Japan Diamond Softball League (JD.League) se fundó en 2022, y los Minamo se unieron a la nueva liga formando parte de la East Division.

## Roster actual
- Actualizado el abril de 2022.[4]

| Posición        | N.º       | Nombre           | Edad      | Altura             | Bateo     | Lanz.     | Notas                                 |
| Jugadoras       | Jugadoras | Jugadoras        | Jugadoras | Jugadoras          | Jugadoras | Jugadoras | Jugadoras                             |
| --------------- | --------- | ---------------- | --------- | ------------------ | --------- | --------- | ------------------------------------- |
| Lanzadoras      | 1         | Kana Naito       | 28 años   | 163 cm (5 ft 4 in) | Izquierda | Derecha   |                                       |
| Lanzadoras      | 17        | Marin Asai       | 26 años   | 160 cm (5 ft 3 in) | Izquierda | Derecha   |                                       |
| Lanzadoras      | 26        | Ellen Roberts    | 32 años   | 176 cm (5 ft 9 in) | Derecha   | Derecha   | Compitió en los Juegos Olímpicos 2020 |
| Lanzadoras      | 47        | Hinako Nakayama  | 26 años   | 160 cm (5 ft 3 in) | Izquierda | Izquierda |                                       |
| Lanzadoras      | 89        | Sierra Hyland    | 30 años   | 165 cm (5 ft 5 in) | Derecha   | Derecha   | Compitió en los Juegos Olímpicos 2020 |
| Receptoras      | 2         | Miyu Nagai       | 27 años   | 165 cm (5 ft 5 in) | Derecha   | Derecha   |                                       |
| Receptoras      | 14        | Riko Tadachi     | 28 años   | 160 cm (5 ft 3 in) | Derecha   | Derecha   |                                       |
| Receptoras      | 29        | Iyo Kuwahara     | 21 años   | 163 cm (5 ft 4 in) | Izquierda | Derecha   |                                       |
| Cuadro interior | 4         | Miki Inoue       | 22 años   | 160 cm (5 ft 3 in) | Izquierda | Derecha   |                                       |
| Cuadro interior | 6         | Wakako Chikamoto | 26 años   | 161 cm (5 ft 3 in) | Derecha   | Derecha   |                                       |
| Cuadro interior | 8         | Marino Mae       | 25 años   | 155 cm (5 ft 1 in) | Izquierda | Derecha   |                                       |
| Cuadro interior | 10        | Mariko Sudo      | 27 años   | 165 cm (5 ft 5 in) | Derecha   | Derecha   |                                       |
| Cuadro interior | 11        | Sayuri Uchida    | 26 años   | 168 cm (5 ft 6 in) | Izquierda | Izquierda |                                       |
| Cuadro interior | 16        | Nozomi Nishino   | 27 años   | 157 cm (5 ft 2 in) | Izquierda | Derecha   |                                       |
| Cuadro interior | 22        | Mizuki Kurogi    | 21 años   | 155 cm (5 ft 1 in) | Izquierda | Derecha   |                                       |
| Cuadro interior | 23        | Aki Futami       | 28 años   | 166 cm (5 ft 5 in) | Derecha   | Derecha   |                                       |
| Cuadro interior | 24        | Ryoka Miyata     | 26 años   | 170 cm (5 ft 7 in) | Izquierda | Derecha   |                                       |
| Cuadro interior | 36        | Aya Tonoi        | 26 años   | 164 cm (5 ft 5 in) | Izquierda | Derecha   |                                       |
| Jardineras      | 5         | Seira Otani      | 25 años   | 158 cm (5 ft 2 in) | Derecha   | Derecha   |                                       |
| Jardineras      | 7         | Kaho Funahashi   | 27 años   | 157 cm (5 ft 2 in) | Izquierda | Derecha   |                                       |
| Jardineras      | 9         | Suzuka Yamaguchi | 26 años   | 163 cm (5 ft 4 in) | Izquierda | Derecha   |                                       |
| Jardineras      | 15        | Rina Abe         | 27 años   | 166 cm (5 ft 5 in) | Derecha   | Derecha   |                                       |
| Jardineras      | 21        | Ririka Ito       | 26 años   | 169 cm (5 ft 7 in) | Derecha   | Derecha   |                                       |
| Cuerpo técnico  |           |                  |           |                    |           |           |                                       |
| Mánager         | 30        | Takao Mochizuki  | 63 años   | -                  | -         | -         |                                       |
| Entrenadores    | 31        | Yuki Otsuka      | 32 años   | -                  | -         | -         |                                       |